# Naukowy komunizm
Naukowy komunizm (ros. научный коммунизм) – teoria polityczna, będąca jedną z trzech części składowych marksizmu-leninizmu obok filozofii marksistowsko-leninowskiej i marksistowskiej ekonomii politycznej .

## Historia
Teoria socjalizmu naukowego została stworzona przez Karola Marksa i Fryderyka Engelsa, a następnie rozwinięta przez Włodzimierza Lenina . W oparciu o leninowski wkład do socjalizmu naukowego powstała w ZSRR dyscyplina naukowego komunizmu, który w 1963 z rozkazu ministra szkolnictwa wyższego i średniego został obowiązkowym przedmiotem na wszystkich uczelniach wyższych. Podstawy naukowego komunizmu stały się również częścią programu edukacyjnego radzieckich szkół średnich. W powstaniu nowej dyscypliny kluczową rolę odegrał XXII Zjazd KPZR, a za formalną datę powstania naukowego komunizmu uznaje się wystąpienie Michaiła Susłowa na Wszechzwiązkowej naradzie kierowników katedr nauk społecznych 30 stycznia 1962 roku. W 1975 ukazał się polski przekład podręcznika „Naukowy komunizm” pod redakcją Piotra Fiedosiejewa. Po rozpadzie ZSRR przedmiot „Naukowy komunizm” został zniesiony, a katedry naukowego komunizmu przekształcono w katedry politologii . We współczesnej Rosji naukowy komunizm do dziś pozostaje oficjalną ideologią Komunistycznej Partii Federacji Rosyjskiej .

## Zadania i przedmiot naukowego komunizmu
Naukowy komunizm stanowi integralną część składową marksizmu-leninizmu i zajmuje się zagadnieniami strategii i taktyki międzynarodowego ruchu komunistycznego, prawidłowościami budownictwa socjalizmu i komunizmu. Propaganda radziecka głosiła, że z obiektywnością założeń naukowego komunizmu organicznie łączy się jego klasowy charakter i partyjność.
Naukowy komunizm opiera się na filozofii marksistowsko-leninowskiej i ekonomii politycznej. Materializm dialektyczny i historyczny, ekonomia polityczna, naukowy komunizm kształtowały się i rozwijały jednocześnie jako części składowe rewolucyjnej nauki klasy robotniczej. Opracowanie problemów filozoficznych i ekonomicznych nie było dla twórców marksizmu celem samym w sobie; badania w dziedzinie filozofii i ekonomii politycznej prowadziły oni w ścisłym związku z praktyką rewolucyjną w celu naukowego uzasadnienia warunków i sposobów wyzwolenia proletariatu, obalenia władzy kapitału i budowy społeczeństwa komunistycznego.
Z całego systemu filozofii marksistowsko-leninowskiej najbardziej związany z naukowym komunizmem jest materializm historyczny, którego przedmiotem są ogólne prawa socjologiczne, tzn. takie, które działają w całej historii społeczeństwa ludzkiego, we wszystkich  formacjach społecznych, w tym także w komunistycznej. Materializm historyczny jako nauka filozoficzna nie bada jednak konkretnych warunków, dróg i metod przejścia od kapitalizmu do komunizmu; jest to zadanie innych nauk, a przede wszystkim naukowego komunizmu. Wyciągając wnioski z materializmu historycznego i ekonomii politycznej, naukowy komunizm wyjaśnia społeczno-polityczne prawidłowości przejścia od kapitalizmu do socjalizmu i budowy społeczeństwa komunistycznego.

Naukowy komunizm — to nauka o walce klasowej proletariatu i rewolucji socjalistycznej, o prawidłowościach społeczno-politycznych budownictwa socjalizmu i komunizmu, o całokształcie światowego procesu  rewolucyjnego.

## Krytyka
Zdaniem krytyków marksizmu naukowy komunizm jest koncepcją spekulatywną, nader luźno związaną z konkretnym badaniem i uogólnianiem doświadczenia historycznego. Krytycy marksizmu podejmują próby sprowadzenia podstawowej treści naukowego komunizmu do heglowskiej filozofii dziejów. Odpowiednie do tego, naukowy komunizm przedstawia się jako specyficzną interpretację spekulatywnej koncepcji zaczerpniętej od Hegla.